# Le Monêtier-les-Bains
Le Monêtier-les-Bains là một xã của tỉnh Hautes-Alpes, thuộc vùng Provence-Alpes-Côte d'Azur, đông nam nước Pháp.